# Rów Nowogwinejski
Rów Nowogwinejski – rów oceaniczny położony w zachodniej części Oceanu Spokojnego. Ciągnie się u północno-zachodnich wybrzeży Nowej Gwinei, ze wschodu na zachód, na długości około 800 kilometrów. Osiąga głębokości do 5311 metrów.